# 볼보 B9L
볼보 B9L(영어: Volvo B9L)은 볼보버스에서 2005년부터 2013년까지 생산했던 굴절버스이다.